# 25655 Baupeter
25655 Baupeter este un asteroid din centura principală de asteroizi.

## Descriere
25655 Baupeter este un asteroid din centura principală de asteroizi. A fost descoperit pe 5 ianuarie 2000 la Socorro, New Mexico, în cadrul proiectului LINEAR. Asteroidul prezintă o orbită caracterizată de o semiaxă mare de 2,26 ua, o excentricitate de 0,17 și o înclinație de 5,6° în raport cu ecliptica.